# Elmer Bernstein
Elmer Bernstein (New York, 4 aprile 1922 – Ojai, 18 agosto 2004) è stato un compositore statunitense.
Fu autore di numerose colonne sonore cinematografiche, nonché di diverse composizioni classiche;  scrisse le musiche per più di 200 film e show televisivi, tra cui I magnifici sette, La grande fuga, I dieci comandamenti, L'uomo dal braccio d'oro, Il piccolo campo e Il buio oltre la siepe.
Nella sua carriera ricevette quattordici candidature ai premi Oscar, ma vinse solamente per Millie nel 1968.
Nonostante il cognome in comune, non aveva alcuna parentela con il compositore e direttore d'orchestra Leonard Bernstein.

## Biografia
Nasce a New York e nella sua infanzia si esibisce come attore e danzatore professionista, vincendo altresì numerosi premi di pittura. Sin da piccolo si dimostra un genio polivalente. Si iscrive intanto alla Juilliard School of Music studiando pianoforte sotto la guida dell'insegnante Henriette Michelson (che lo seguirà per l'intero corso di studi) e composizione sotto la guida di Mario Castelnuovo-Tedesco (quest'ultimo fu anche insegnante di composizione di altri celebri compositori quali John Williams, Jerry Goldsmith, Henry Mancini). Lo presenterà al compositore statunitense Aaron Copland al quale sottoporrà alcune sue composizioni giovanili. Il compositore lo incoraggia a continuare e gli suggerisce di studiare composizione con il maestro Israel Citkowitz.
Nel corso della sua carriera di compositore, negli anni cinquanta durante il maccartismo, fu tenuto in disparte per le sue idee di sinistra.
Nel 1984 vinse il Razzie Awards nella categoria peggiore colonna sonora per Bolero Extasy.
Nel 1988 scrisse la colonna sonora per il fim Un gentleman a New York ma non fu usata, il compositore Stanley Myers prese il suo posto.
È morto il 18 agosto 2004 nella sua casa di Ojai in California.

## Filmografia parziale

### Cinema
- Saturday's Hero, regia di David Miller (1951)
- La vita che sognava (Boots Malone), regia di William Dieterle (1952)
- So che mi ucciderai (Sudden Fear), regia di David Miller (1952)
- Lo sparviero di Fort Niagara (Battles of Chief Pontiac), regia di Felix E. Feist (1952)
- La divisa piace alle signore (Never Wave at a WAC), regia di Norman Z. McLeod (1953)
- Robot Monster, regia di Phil Tucker (1953)
- Quei fantastici razzi volanti (Cat-Women of the Moon), regia di Arthur Hilton (1953)
- Il treno del ritorno (The View from Pompey's Head), regia di Philip Dunne (1955)
- L'uomo dal braccio d'oro (The Man with the Golden Arm), regia di Otto Preminger (1955)
- I dieci comandamenti (The Ten Commandments), regia di Cecil B. DeMille (1956)
- Piombo rovente (Sweet Smell of Success), regia di Alexander Mackendrick (1957)
- Il segno della legge (The Tin Star), regia di Anthony Mann (1957)
- Il piccolo campo (God's Little Acre), regia di Anthony Mann (1958)
- Qualcuno verrà (Some Came Running), regia di Vincente Minnelli (1958)
- Desiderio sotto gli olmi (Desire Under the Elms), regia di Delbert Mann (1958)
- Vento di tempesta (The Miracle), regia di Irving Rapper (1959)
- Ragazzi di provincia (The Rat Race), regia di Robert Mulligan (1960)
- I magnifici sette (The Magnificent Seven), regia di John Sturges (1960)
- I comanceros (The Comancheros), regia di Michael Curtiz (1961)
- L'uomo di Alcatraz (Birdman of Alcatraz), regia di John Frankenheimer (1962)
- Il buio oltre la siepe (To Kill a Mockingbird), regia di Robert Mulligan (1962)
- Hud il selvaggio (Hud), regia di Martin Ritt (1963)
- La grande fuga (The Great Escape), regia di John Sturges (1963)
- La vita privata di Henry Orient (The World of Henry Orient), regia di George Roy Hill (1964)
- L'uomo che non sapeva amare (The Carpetbaggers), regia di Edward Dmytryk (1964)
- L'ultimo tentativo (Baby the Rain Must Fall), regia di Robert Mulligan (1965)
- I 4 figli di Katie Elder (The Sons of Katie Elder), regia di Henry Hathaway (1965)
- Hawaii, regia di George Roy Hill (1966)
- Il ritorno dei magnifici sette (Return of the Seven), regia di Burt Kennedy (1966)
- Millie (Thoroughly Modern Millie), regia di George Roy Hill (1967)
- Joe Bass l'implacabile (The Scalphunters), regia di Sydney Pollack (1968)
- Il Grinta (True Grit), regia di Henry Hathaway (1969)
- Le pistole dei magnifici sette (Guns of the Magnificent Seven), regia di Paul Wendkos (1969)
- Il ponte di Remagen (The Bridge at Remagen), regia di John Guillermin (1969)
- Il colpo era perfetto, ma... (Midas Run), regia di Alf Kjellin (1969)
- 4 per Cordoba (Cannon for Cordoba), regia di Paul Wendkos (1970)
- La stella di latta (Cahill U.S. Marshal), regia di Andrew V. McLaglen (1973)
- È una sporca faccenda, tenente Parker! (McQ), regia di John Sturges (1973)
- Da mezzogiorno alle tre (From Noon Till Three), regia di Frank D. Gilroy (1975)
- Il pistolero (The Shootist), regia di Don Siegel (1976)
- Powers of Ten, regia di Charles Eames (1977)
- Animal House (National Lampoon's Animal House), regia di John Landis (1978)
- Polpette (Meatballs), regia di Ivan Reitman (1979)
- Zulu Dawn, regia di Douglas Hickox (1979)
- Il grande Santini (The Great Santini), regia di Lewis John Carlino (1979)
- The Blues Brothers, regia di John Landis (1980)
- L'aereo più pazzo del mondo (Airplane!), regia di Jim Abrahams, David Zucker e Jerry Zucker (1980)
- Stripes - Un plotone di svitati (Stripes), regia di Ivan Reitman (1981)
- Un lupo mannaro americano a Londra (An American Werewolf in London), regia di John Landis (1981)
- Gli eletti (The Chosen), regia di Jeremy Kagan (1981)
- Heavy Metal, regia di Gerald Potterton (1981)
- L'aereo più pazzo del mondo... sempre più pazzo (Airplane II: The Sequel), regia di Ken Finkleman (1982)
- Il cacciatore dello spazio (Spacehunter: Adventures in the Forbidden Zone), regia di Lamont Johnson (1983)
- Una poltrona per due (Trading Places), regia di John Landis (1983)
- Class, regia di Lewis John Carlino (1983)
- Michael Jackson's Thriller, regia di John Landis (1983) - video musicale
- Ghostbusters, regia di Ivan Reitman (1984)
- Bolero Extasy, regia di John Derek (1984)
- Spie come noi (Spies Like Us), regia di John Landis (1985)
- Taron e la pentola magica (The Black Cauldron), regia di Ted Berman (1985)
- Pericolosamente insieme (Legal Eagles), regia di Ivan Reitman (1986)
- Il colore dei soldi (The Color of Money), regia di Martin Scorsese (1986)
- I tre amigos! (¡Three Amigos!), regia di John Landis (1986)
- Da, regia di Matt Clark (1988)
- L'estate stregata (Haunted Summer), regia di Ivan Passer (1988)
- Diritto d'amare (Good Mother), regia di Leonard Nimoy (1988)
- Il mio piede sinistro (My Left Foot), regia di Jim Sheridan (1989)
- Rischiose abitudini (The Grifters), regia di Stephen Frears (1990)
- Oscar - Un fidanzato per due figlie (Oscar), regia di John Landis (1991)
- Rabbia ad Harlem (A Rage in Harlem), regia di Bill Duke (1991)
- Rosa Scompiglio e i suoi amanti (Rambling Rose), regia di Martha Coolidge (1991)
- Lo sbirro, il boss e la bionda (Mad Dog and Glory), regia di John McNaughton (1993)
- Proibito amare (Lost in Yonkers), regia di Martha Coolidge (1993)
- L'età dell'innocenza (The Age of Innocence), regia di Martin Scorsese (1993)
- Operazione Canadian Bacon (Canadian Bacon), regia di Michael Moore (1995)
- Il diavolo in blu (Devil in a Blue Dress), regia di Carl Franklin (1995)
- Frankie Starlight, regia di Michael Lindsay-Hogg (1995)
- L'uomo della pioggia (The Rainmaker), regia di Francis Ford Coppola (1997)
- Twilight, regia di Robert Benton (1998)
- In fondo al cuore (The Deep End of the Ocean), regia di Ulu Grosbard (1999)
- Wild Wild West, regia di Barry Sonnenfeld (1999)
- Tentazioni d'amore (Keeping the Faith), regia di Edward Norton (2000)
- Lontano dal paradiso (Far from Heaven), regia di Todd Haynes (2002)

### Televisione
- Gunsmoke – serie TV (1955)
- Johnny Staccato – serie TV (1959-1960)
- National Geographic Specials – serie TV (1964)
- La grande vallata (The Big Valley) – serie TV (1965)
- Appuntamento con il destino (Appointment with Destiny) – serie TV (1971-1973)
- Rookies – film TV (1972)
- Ellery Queen – serie TV (1975)
- Militari di carriera (Once an Eagle) – miniserie TV (1976)
- National Geographic Explorer – serie TV, 2 episodi (1993)
- Vi presento Dorothy Dandridge (Introducing Dorothy Dandridge), regia di Martha Coolidge – film TV (1999)